# Hexatoma perproducta
Hexatoma perproducta är en tvåvingeart som beskrevs av Alexander 1958. Hexatoma perproducta ingår i släktet Hexatoma och familjen småharkrankar. Inga underarter finns listade i Catalogue of Life.